# Weißseeferner
Der Weißseeferner (touristische Bezeichnung: Kaunertaler Gletscher) befindet sich unterhalb der Weißseespitze (3498 m) und westlich vom erheblich größeren Gepatschferner, am Westrand der Ötztaler Alpen. Vom Gepatschferner besteht eine Verbindung zum Weißseeferner: Zwischen der Weißseespitze und deren nordöstlichem Vorgipfel, dem Zahn, bricht das Plateau des Gepatschferners zum darunter liegenden Weißseeferner ab. Dieser markiert das Ende des Kaunertals und ist erreichbar über die Kaunertaler Gletscherstraße.
Weite Teile der Eisfläche werden vom Skigebiet Kaunertaler Gletscher genutzt. Der Weißseeferner ist einer der am schnellsten zurückgehenden Gletscher der Alpen. Der Gletscher ist seit etwa 2010 am Zerfallen und wird mittelfristig vollständig abschmelzen.

## Gletscherstand und Rückgang durch den Klimawandel
Nach dem Messdienst des Österreichischer Alpenvereins hatte der Weißseeferner einen Längenverlust von 50 m im Jahr 2018/19 und lag damit auf Platz sechs der am schnellsten zurückgehenden Gletscher in Österreich. Im Messjahr 2006/07 belegte er Platz eins mit einem Schwund von 96,5 m. Noch 1988 reichte die Gletscherzunge bis fast zum heutigen Standort der Talstation des Sessellifts Ochsenalm II (1991 eröffnet).
Deutlich wird der starke Rückgang des Gletschers bei den Problemen des Skigebiets: Aufgrund des Gletscherrückgangs kann seit dem Jahr 2000 kein Sommerskibetrieb mehr stattfinden und das erst 1980 eröffnete Ganzjahresskigebiet wird seitdem Anfang Juni, zu Pfingsten, geschlossen (mittlerweile schon Mitte Mai (Stand 2023)). Bereits 1990 wurde die erste Beschneiungsanlage installiert. Im Frühjahr 1997 kam es zu einem Eissturz an der Weißseespitze aufgrund des Ansteigens der Permafrostgrenze. Die drei Nörderjochlifte waren monatelang gesperrt. Der Lift Nörderjoch III musste deshalb 1998 ganz abgebaut werden und wurde als Ferner-Lift an anderer Stelle weiter betrieben. In 2004 musste der Wiesejaggl-Doppelsessellift abgebaut werden, weil der Bodenabstand durch die komplette Abschmelzung des Gletschers unter der Lifttrasse zu hoch wurde. Schon in den Neunzigerjahren musste die Talstation des Weißseefernerschlepplifts mehrmals aufgrund der zurückgehenden Gletscherzunge korrigiert werden. Schließlich mussten die mittlerweile zwei Weißsee-Schlepplifte 2019 durch die fast stützenlose Falginjoch-Gondelbahn gänzlich ersetzt werden, weil nun auch die Stützen der Schlepplifte durch den Gletscherrückgang Probleme bereiteten, und weil der Steilhang kurz vor der Bergstation aufgrund des beständigen Abschmelzens des Gletschers an dieser Stelle immer steiler wurde. Der Snowpark und die Halfpipe, jahrzehntelang am Nörderjochlift I angelegt, mussten 2016 aufgrund des fast vollständigen Verschwindens des Gletschers an dieser Stelle auf den Gletscherrest zwischen Falginjoch- und Karlesjochbahn verlegt werden. Bereits ein Jahr früher wurde nach einer Beschädigung durch eine Lawine der Nörderjochlift II aufgegeben und abgebaut, auch weil durch das Verschwinden des Eises und damit des Permafrostbodens dort der Fels wieder in Bewegung geraten ist. Murgänge an der Bergstation des Nörderjochlifts I müssen regelmäßig abgebaggert werden.
Seit einigen Jahren wird am Gletscher nach dem Saisonende im Mai Snowfarming betrieben, damit der Liftbetrieb im Herbst überhaupt wieder aufgenommen werden kann (2023 Anfang Oktober mit einer schmalen Abfahrt aus Altschnee). Denn nur noch kleine Teilstücke der Pisten der Falginjochbahn (ehemals Weißseeferner-Schlepplifte) und des Fernerlifts befinden sich auf einem Restgletscher. Alle anderen Abfahrten sind mittlerweile gletscherfrei und werden teilweise auch künstlich beschneit (40 % der Pisten, Stand 2023). Für den Sommerskibetrieb wurde jahrelang die Gletscheroberfläche kräftig abgehobelt.
Vom Betreiber des Skigebiets wird eine sogenannte begehbare Gletscherspalte erhalten. Hierbei handelt es sich nicht um eine natürliche Gletscherspalte, sondern um einen ins Eis geschlagenen Tunnel. Mittlerweile liegt die begehbare Gletscherspalte weitgehend getrennt vom eigentlichen, zurückgehenden Gletscher und wird seit Jahren nur dadurch erhalten, weil über ihr ein Kunststoffvlies gespannt wird, das das Sonnenlicht reflektiert und gegenüber dem Eis isoliert. Die erste Attraktion dieser Art lag 350 m tiefer und musste aufgrund des vollständigen Gletscherrückgangs an dieser Stelle aufgegeben werden. 2023 fand nach 38 Ausgaben das letzte Kaunertal Opening aufgrund von Schneemangel statt. Das 1985 gestartete Snowboard- und Test-Event war das älteste seiner Art, fand ursprünglich schon Anfang Oktober statt und wurde zuletzt erst Mitte November abgehalten. Der Schnee für den obligatorischen Funpark war nicht mehr vorhanden.

## Umstrittene Nutzung als Skigebiet

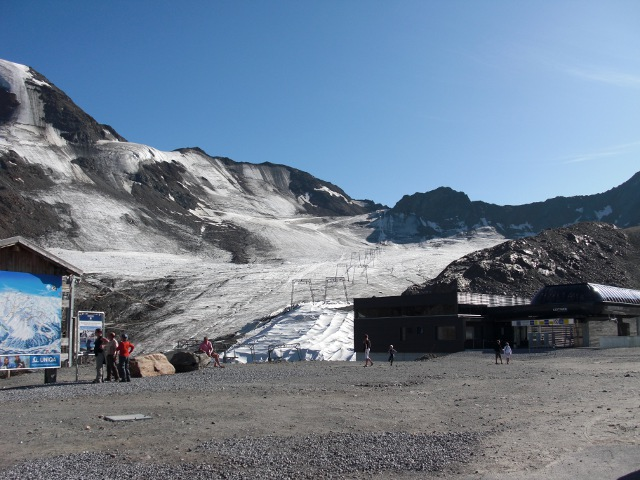
Blick vom Endpunkt der Gletscherstraße zum Weißseeferner und Falginjoch, 2010

Um den Tourismus auch in Zeiten unsicherer Schneeverhältnisse in tiefer gelegenen Skigebieten aufrechtzuerhalten, wird seit 2002 geplant, das bestehende Skigebiet Kaunertaler Gletscher im Nordwesten des Gepatschferners zur Weißseespitze zu erweitern. Diese Erweiterung greift durch den Bau von Straßen, Liften, Gebäuden, Ver- und Entsorgung und sonstiger Infrastruktur in die Gletscherlandschaft ein. Dies ist laut vieler alpiner Vereinigungen, besonders des Österreichischen Alpenvereins, nicht vereinbar mit dem österreichischen Naturschutzgesetz. Diese sehen darin eine massive Zerstörung der Landschaft und rufen zu Protesten auf. Im Pistenplan 2019/20 ist die projektierte Erweiterung zur Weißseespitze nicht mehr eingezeichnet.
Stattdessen verkündigte Anfang 2023 der Geschäftsführer der Kaunertaler Gletscherbahnen, Franz Wackernell, dass man eine Funifor-Seilbahn vom Gletscherparkplatz bis zum Weißseeköpfl auf 3450 m für 25 Millionen Euro plane und gegenüber dem Land Tirol eingereicht habe. Das Weißseeköpfl liegt 200 m östlich von der Weißseespitze, ist eisfrei, befindet sich aber schon im Bereich des Gepatschferners, also außerhalb der genehmigten Skigebietsgrenze, jedoch auch außerhalb dem Ruhegebiet Ötztaler Alpen. Zusätzlich soll auf dem Gepatschferner ein 1600 m langer Schlepplift bis zum Zahn und eine Abfahrt über die Nörderschartl (Bergstation des aufgegebenen Schlepplifts Nörderjoch II) entstehen. Der Schlepplift Nörderjoch I soll aufgegeben werden. Neben mehr Wintergästen versprechen sich die Betreiber mehr Touristen im Sommer, aufgrund einer dem Jungfraujoch (Top of Europe) ähnlich gelagerten Attraktion. Naturschutzorganisationen und der Deutsche- und Österreichische Alpenverein bezeichnen die Ausbaupläne, angesichts des stark voranschreitenden Klimawandels, als zynisch. Jeden Sommer müssten die Gletscheroberflächen mit schwerem Gerät bearbeitet und Spaltenzonen zugebaggert werden.
Ob der Gemeinde Kaunertal das 2021 von der Welttourismusorganisation der Vereinten Nationen vergebene Nachhaltigkeitssiegel durch das geplante Projekt aberkannt würde, ist noch offen.
Im Sommer 2021 wurde begonnen, eine Bahn auf das Weißseejoch zu bauen, die im Winter 2021/22 eröffnet wurde (und die aufgrund innerhalb der Skigebietsgrenze liegend, kein besonderes Genehmigungsverfahren benötigte). Die Tiroler Landesumweltanwaltschaft bezeichnet den Bau der Bahn und der neuen Skipiste als massiven Eingriff in die unberührte Natur und den Gletscherbereich. Kritiker vermuten auch, dass die neue Bahnverbindung der erste Schritt zur anvisierten Verbindung mit dem Südtiroler Langtauferer Tal ist, das derzeit gänzlich frei von Aufstiegshilfen ist. Jedoch hat die Landesregierung der Provinz Bozen den Antrag im August 2024 abgelehnt.

## Karte
- Alpenvereinskarte Blatt 30/2, 1:25.000, Ötztaler Alpen, Weißkugel, ISBN 3-928777-39-4